# Justin Bethel
Pour les articles homonymes, voir Bethel.
(en) Statistiques sur pro-football-reference
Justin Andrew Bethel, né le 17 juin 1990 à Sumter en Caroline du Sud, est un joueur américain de football américain évoluant au poste de cornerback.
Il joue actuellement avec les Patriots de la Nouvelle-Angleterre. Il est sélectionné lors de la draft 2012 de la National Football League (NFL) au sixième tour par les Cardinals de l'Arizona. Il a également joué pour les Falcons d'Atlanta et les Ravens de Baltimore.
Il a été sélectionné à trois reprises au Pro Bowl en tant que joueur des unités spéciales.

## Biographie

### Jeunesse
Né à Sumter en Caroline du Sud, il déménage avec sa famille à Columbia à l'âge de 6 ans.

### Carrière universitaire
Il a joué pour l'équipe du Blue Hose de la Presbyterian College de 2008 à 2011.

### Carrière professionnelle
Il est sélectionné par les Cardinals de l'Arizona au sixième tour, 177e rang, lors de la draft 2012 de la NFL. Il est le premier joueur issu de Presbyterian depuis 1969 à être sélectionné dans une draft de la NFL. Il commence sa carrière professionnelle en jouant sur les unités spéciales.
À sa deuxième saison, en 2013, il demeure sur les unités spéciales, mais se démarque dans cette unité, en bloquant notamment deux field goals pendant l'année (semaine 2 contre les Lions de Détroit et semaine 10 contre les Texans de Houston). Il obtient une sélection au Pro Bowl à l'occasion de cette saison en tant que joueur des unités spéciales. Il commence à être utilisé dans l'équipe défensive à partir de la saison 2014 et joue son premier match comme titulaire en 2015, tout en continuant à jouer sur les unités spéciales. Il obtient par ailleurs deux autres sélections au Pro Bowl les saisons suivantes, toujours comme joueur des unités spéciales.
Après six saisons avec les Cardinals, il rejoint les Falcons d'Atlanta en 2018. L'année suivante, il rejoint les Ravens de Baltimore pour deux ans, mais ne termine pas sa première saison avec l'équipe puisqu'il est libéré après 7 parties le 21 octobre 2019. Le lendemain, il signe avec les Patriots de la Nouvelle-Angleterre.